# Шлуш, Заки
Заки Шлуш (ивр. זכי שלוש‎; Zaki Shlush, Zaki Chelouche) 15 июня 1893, Яффа, Палестина — 26 ноября 1973, Тель-Авив, Израиль) — израильский архитектор. Будучи одним из первых архитекторов, участвовавших в создании Белого города Тель-Авива, способствовал развитию идей Баухауса в архитектуре Израиля.

## Биография
Заки Шлуш родился в Яффе в семье Авраама Хаима Шлуша и его жены Сарины (из семьи Эльбаз). Его прадед, Авраам Шлуш, репатриировался с семьей в Палестину из Северной Африки в середине XIX века и поселился в Яффе. Потомки этой семьи известны своим вкладом в развитие Яффы и Тель-Авива. Дед архитектора, Аарон Шлуш, был одним из основателей Неве-Цедек — первого еврейского района вне стен Яффы.
В 1907 году переехал с семьёй в Париж. Изучал там архитектуру, а после окончания учёбы работал архитектором. В 1927 году вернулся в Эрец-Исраэль. Работая в своей фирме с 1928 по 1934 год, принимал участие в работе Тель-Авивского комитета по проектированию городов. В 1934—1935 годах был вице-президентом Союза Инженеров и Архитекторов Эрец-Исраэль. Много лет был членом комитета по архитектурным конкурсам в Тель-Авивском муниципалитете.

## Избранные проекты и постройки
Жилые здания в Тель-Авиве:
- Левонтин, 5. 1931
- Ахад Ха’ам, 56. 1932
- Нахалат Биньямин, 61. 1933
- Ахад Ха’ам, 49. 1935
- Бульвар Ротшильда, 19. 1936